# یواس‌اس اس‌سی-۴۸
یواس‌اس اس‌سی-۴۸ (به انگلیسی: USS SC-48) یک زیردریایی بود که طول آن ۱۱۰ فوت (۳۴ متر) بود. این زیردریایی در سال ۱۹۱۸ ساخته شد.